# Plymouth Standard
De Plymouth Standard was een personenauto uit de hogere middenklasse die door Chrysler onder de merknaam Plymouth verkocht werd van 1933 tot 1935. Het was het eerste zescilindermodel van het merk. In 1936 werd de Standard stopgezet ten gunste van de Plymouth Business die sinds 1935 op de markt was.

## Modellen

### Model PC (1933)
In 1933 bracht Plymouth Model PC op de markt, het eerste zescilindermodel van het merk. Samen met het luxueuzer uitgeruste Model PD verving hij de viercilinder Model PB uit 1932. Ondanks de nieuwe motor werd de auto voor dezelfde prijs aangeboden als de viercilinder.
De auto was leverbaar als twee- of vierdeurs sedan, tweedeurs coupé of tweedeurs cabriolet. Er was ook een chassis zonder opbouw voor klanten die een carrosserie “op maat” wilden laten maken door een carrosseriebouwer.
De 3,1-liter zes-in-lijn zijklepmotor onwikkelde een vermogen van 70 pk (uitgedrukt in SAE gross pk, de oude Engelse definitie van pk), dat via een drietraps handmatige transmissie overgebracht werd op de achteras. De auto beschikte over hydraulische remmen op de vier wielen.
De auto sloeg niet aan bij klanten omdat hij te veel op zijn voorganger leek. Daarom werd in april 1933 Model PCXX uitgebracht die stylistisch meer op het luxe Model PD leek. Model PCXX was niet als cabriolet verkrijgbaar.

### Model PG (1934)
Model PG uit 1934 werd voornamelijk als tweedeurs coupé en tweedeurs sedan gebouwd, er verlieten slechts een handvol vierdeurs sedans de fabriek. Het belangrijkste uiterlijk verschil met zijn voorganger was het onbreken van chroom. De cilinderinhoud van de zescilindermotor werd verhoogd tot 3,3 liter, goed voor een motorvermogen van 77 pk.

### Model PJ (1935)
In 1935 werd Model PJ geïntroduceerd, een volledig opnieuw ontworpen model met een carrosserie die meer rondingen bevatte. De zelfmoordportieren werden vervangen door portieren die aan de voorkant scharnierden. Model PJ werd aangeboden als tweedeurs coupé, tweedeurs sedan of "rollend chassis" zonder opbouw. Er waren voortaan ook zogenaamde "touring sedans" met een aparte kofferbak. Het vermogen van de 3,3-liter zescilindermotor nam toe tot 82 pk.

## Fotogalerij

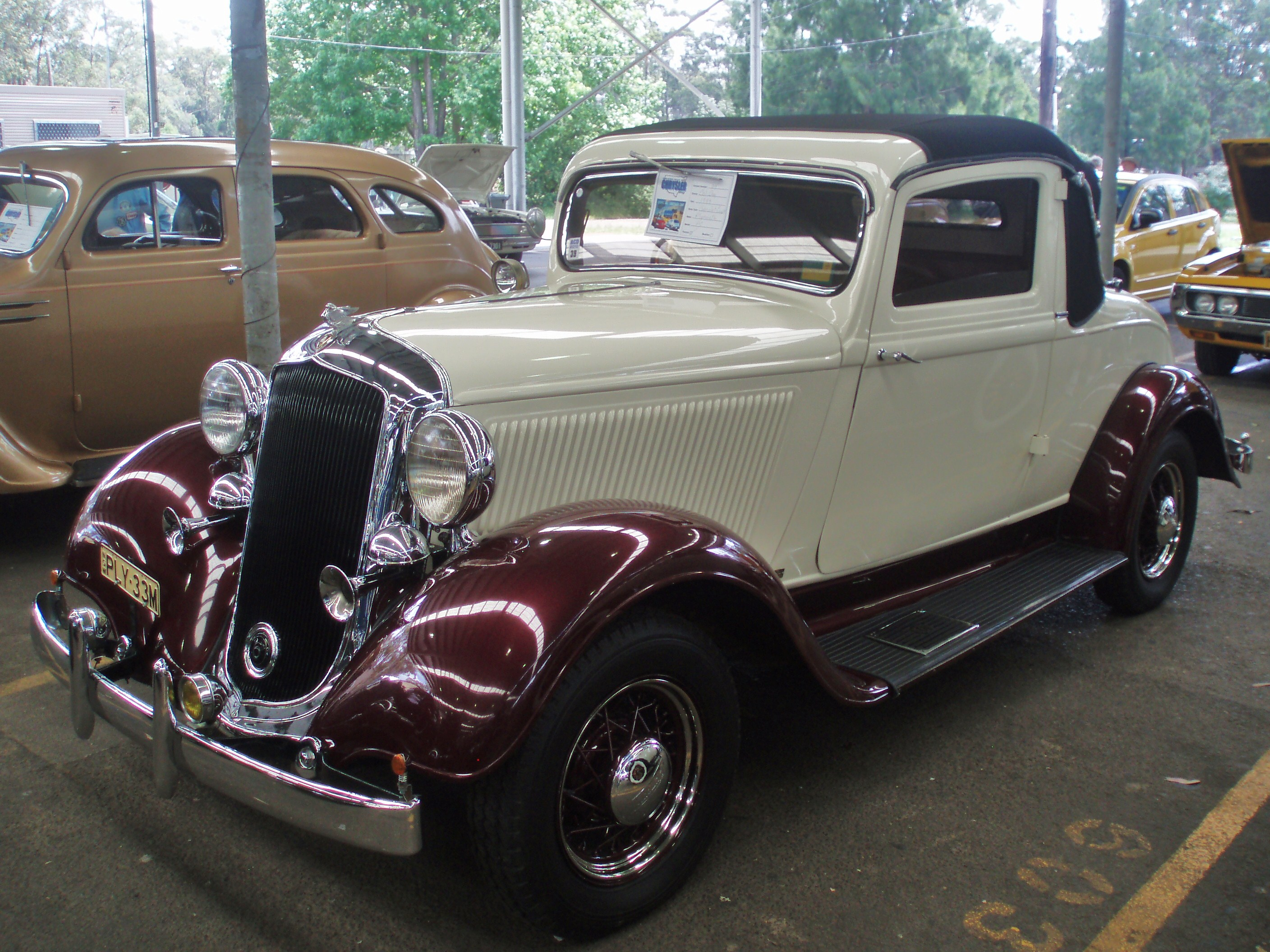
Model PC cabriolet (1933)
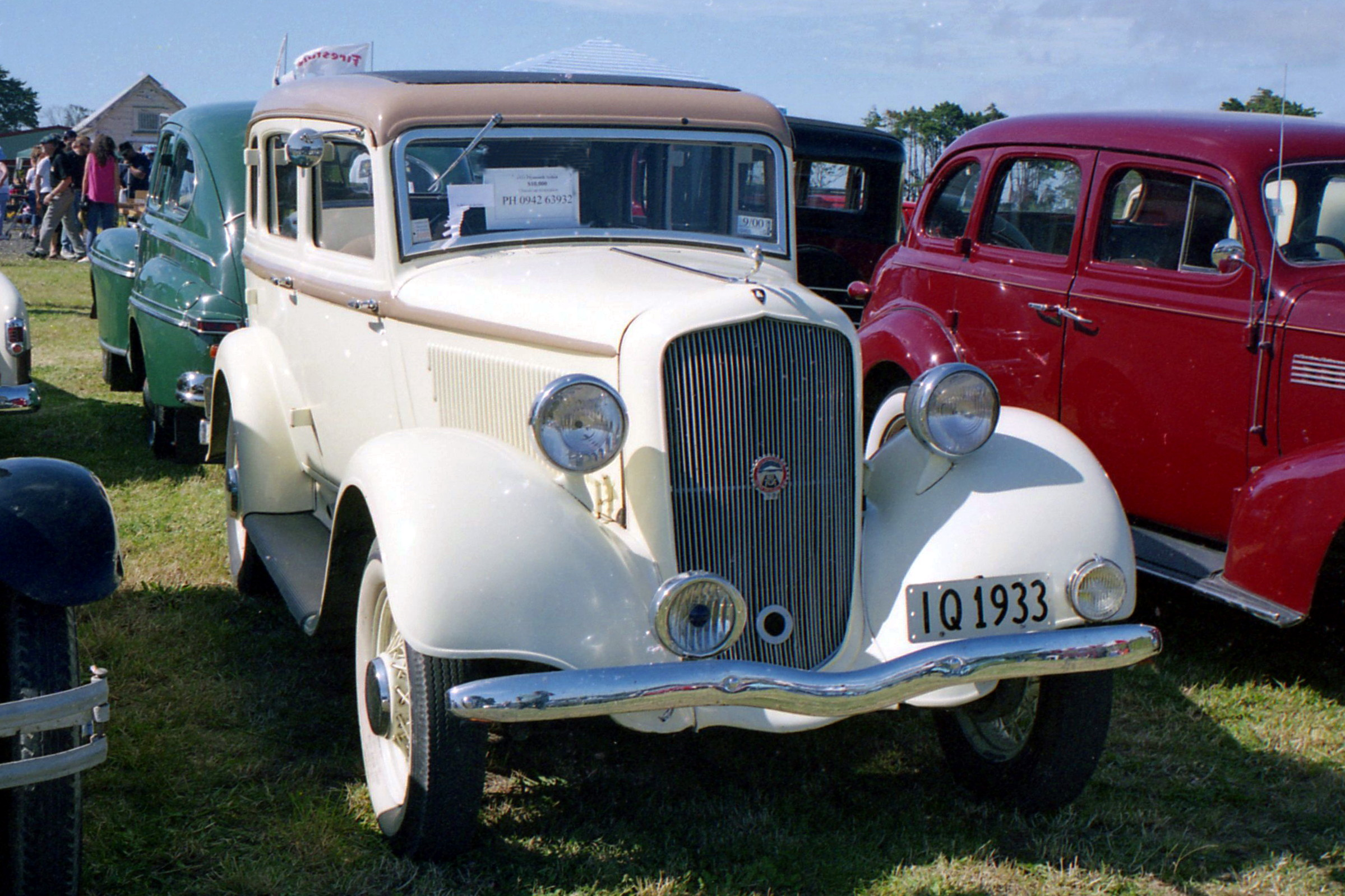
Model PCXX sedan (1933)
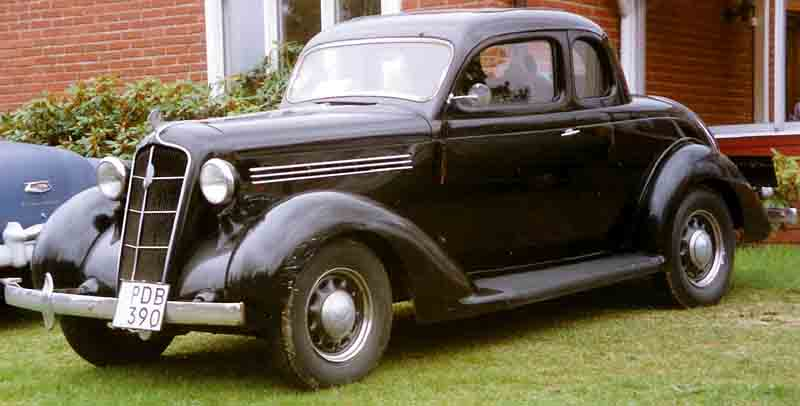
Model PJ business coupé (1935)
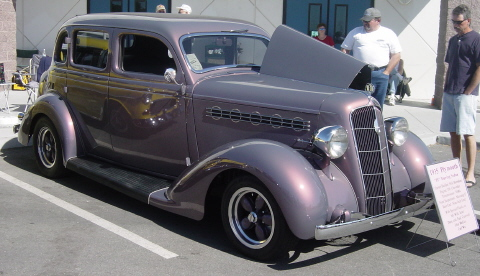
Model PJ touring sedan (1935)